# Звёздный путь: Вояджер
«Звёздный путь: Во́яджер» (англ. Star Trek: Voyager, VOY или VGR) — четвёртый научно-фантастический телесериал на основе вселенной «Звёздный путь» (англ. Star Trek), созданный Риком Берманом, Майклом Пиллером и Джери Тейлор.
Пилотная серия «Опекун» (англ. Caretaker) вышла на экраны 16 января 1995 года. 23 мая 2001 года была показана последняя серия «Конец игры» (англ. Endgame).

## Сюжет
| Сезон | Серии | Серии | Даты показа      | Даты показа     |
| Сезон | Серии | Серии | Первая серия     | Последняя серия |
| ----- | ----- | ----- | ---------------- | --------------- |
| 1     | 16    | 16    | 16 января 1995   | 22 мая 1995     |
| 2     | 26    | 26    | 28 августа 1995  | 20 мая 1996     |
| 3     | 26    | 26    | 4 сентября 1996  | 21 мая 1997     |
| 4     | 26    | 26    | 3 сентября 1997  | 20 мая 1998     |
| 5     | 26    | 26    | 14 октября 1998  | 26 мая 1999     |
| 6     | 26    | 26    | 22 сентября 1999 | 24 мая 2000     |
| 7     | 26    | 26    | 4 октября 2000   | 23 мая 2001     |

В первой серии («Опекун»; время действия — 2371 год) новый звездолёт Звёздного флота Объединённой федерации планет «USS Вояджер (NCC-74656)» (англ. USS Voyager) получает своё первое задание — найти корабль террористической организации Маки́ (англ. Maquis), скрывшийся в необычном регионе космического пространства, известном как Пустошь.
По случайному стечению обстоятельств оба корабля попадают в пространственную аномалию, созданную интергалактическим существом — Опекуном, и оказываются в дельта-квадранте, за 70 тысяч световых лет от Земли с перспективой потратить на обратный путь не одно десятилетие.
В поисках пропавших членов экипажей команды «Вояджер» и Маки вынуждены работать вместе. В процессе поисков они обретают своего первого врага — кейзонов; во время атаки рейдеров кейзонов кораблём Маки приходится пожертвовать, а спасшийся экипаж поднимается на борт «Вояджерa». С этого момента две враждующих команды вынуждены объединиться для того, чтобы спастись от врагов и сохранить себе жизнь.
Они создают новую команду, которая на протяжении семи телевизионных сезонов возвращается домой, на Землю. За время этого путешествия им предстоит сделать новые открытия и познакомиться со смертельными врагами и новыми расами: видианцами, борг и видом 8472.
Путешествие «Вояджерa» успешно завершается в последнем сезоне сериала (время действия — 2377 год), в серии «Конец игры» (англ. Endgame).

## Персонажи и актёры
Основные роли сериала представлены в таблице.
| Персонаж                       | Актёр                | Видовая принадлежность                 | Ранг                           | Позиция                                                             |
| ------------------------------ | -------------------- | -------------------------------------- | ------------------------------ | ------------------------------------------------------------------- |
| Кэтрин Джейнвэй                | Кейт Малгрю          | человек                                | капитан                        | командующий офицер, капитан судна                                   |
| Чакотай                        | Роберт Бельтран      | человек                                | коммандер                      | первый офицер, старпом                                              |
| Тувок                          | Тим Расс             | вулканец                               | лейтенант, лейтенант-коммандер | второй офицер, глава Службы безопасности, старший офицер по тактике |
| Том Пэрис                      | Роберт Данкан Макнил | человек                                | лейтенант, энсин               | пилот, заместитель врача                                            |
| Б'Эланна Торрес                | Роксанн Доусон       | полуклингон-получеловек                | лейтенант                      | главный инженер                                                     |
| Гарри Ким                      | Гаррет Ванг          | человек                                | энсин                          | офицер-операционист                                                 |
| Доктор                         | Роберт Пикардо       | голограмма                             | —                              | главный врач                                                        |
| Ниликс                         | Итан Филлипс         | талаксианин                            | —                              | шеф-повар, офицер по морали, посол                                  |
| Кесс                           | Дженнифер Льен       | окампа                                 | —                              | ассистент доктора, эмпат                                            |
| Семь-из-девяти (Анника Хансен) | Джери Райан          | человек (де-ассимилированый дрон борг) | —                              | специалист по технологиям борг, астрометрист, инженер               |

## Роли второго плана
Второстепенные роли сериала представлены в таблице.
| Актёр                          | Роль                                                                 | Сезоны |
| ------------------------------ | -------------------------------------------------------------------- | ------ |
| Антони Де Лонгис               | Калла, Первый маж кейзонов-нистрим (лидер)-клана кейзонов            | 1—3    |
| Марта Хакетт                   | энсин Сеска, кардассианский шпион                                    | 1—3, 7 |
| Александр Энберг               | энсин Ворик, вулканец                                                | 3—5, 7 |
| Скарлетт Померс                | Наоми Вайлдмэн, первый ребёнок, рождённый на «Вояджере»              | 2—7    |
| Тарик Эрджин                   | лейтенант Ауала                                                      | 1—7    |
| Джон Темпойя                   | Нозава Кашимуро                                                      | 1—4, 7 |
| Ненси Ховер                    | энсин Саманта Вайлдмэн, мать Наоми                                   | 2—6    |
| Джош Кларк                     | лейтенант Джозеф Карей                                               | 1, 5—7 |
| Симон Биллинг                  | лейтенант Хоган                                                      | 2—3    |
| Кристин Делгадо                | лейтенант Сьюзан Николетти                                           | 1, 4—7 |
| Дуайт Шультц                   | лейтенант Реджинальд Баркли                                          | 2, 6—7 |
| Рафаэль Сбардж                 | энсин Майкл Джонас                                                   | 2      |
| Том Вирту                      | лейтенант Уолтер Бэкстер                                             | 1—2, 7 |
| Мэну Интираими                 | Ичеб, брунали (де-ассимилированый дрон борг)                         | 6—7    |
| Марли С. МакКлин               | Мезоти, норкадианка (де-ассимилированый дрон борг)                   | 6—7    |
| Коди Везерилл                  | Реби, висанти (де-ассимилированый дрон борг)                         | 6—7    |
| Курт Везерилл                  | Азан, висанти (де-ассимилированый дрон борг)                         | 6—7    |
| Элис Криге / Сюзанна Томпсон   | королева борг                                                        | 5—7    |
| Брэд Дуриф                     | энсин Лон Судер                                                      | 2—3    |
| Браин Маркинсон                | лейтенант Питер Дурст                                                | 1      |
| Зои МакЛеллан                  | член экипажа Тал Селес                                               | 6      |
| Джон де Ланси                  | Кью                                                                  | 2—3, 7 |
| Мартин Райнер                  | доктор Хаотика, голографический персонаж голоромана «капитан Протон» | 5, 7   |
| Алан Джи. Роял / Брюс Макджилл | капитан Брэкстон, капитан Звёздного флота из XXIX века               | 3, 5   |
| Варрен Мунсон / Ричард Херд    | адмирал Звёздного флота Оуэн Перис, отец лейтенантa Тома Периса      | 2, 5—7 |
| Джон Рис-Дэвис                 | Маэстро Леонардо да Винчи                                            | 3-5    |

## Критика

### Реакция зрителей
Реакция поклонников «Звёздного пути» не была однозначной и породила множество спекуляций. Рейтинги «Вояджера» были ниже сериала «Глубокий космос 9» и намного меньше, чем у полюбившегося публике «Следующего поколения». При этом существует сообщество поклонников именно этой саги, которые считают её тонко настроенной системой подачи зрительского образа, включающего в себя удачный подбор актёров, гениальный сценарий и тонкий юмор, отражающие позитивную эмоциональную энергию взаимодействия в команде.
Много критики свалилось на образ капитана «Вояджерa» — Кэтрин Джейнвэй. Она стала первой женщиной-капитаном в центре сериала. Многие поклонники посчитали этот образ куда менее удачным и не соответствующим уровню, заданному капитанами Кирком, Пикаром и Сиско из предыдущих сериалов «Звёздного пути».
Не понравился треккерам и специфический юмор героев сериала. Многие также критиковали авторов за то, что этот научно-фантастический сериал куда менее опирался на науку, чем его предшественники.
Было и множество другой критики. Сериал называли нудным, не соответствующим духу Родденберри и прочим. Споры вокруг «Вояджерa» не стихают среди фанатов «Звёздного пути» до сих пор, но большинство из них склоняются к тому, что «Звёздный путь: Вояджер» — не самый удачный сериал эпопеи. Хотя это мнение не поддавалось статистическому анализу, и можно с уверенностью сказать, что сериал «Звёздный путь: Вояджер» имеет мощную поддержку у фанатов саги.

### Культурное влияние
«Вояджер» примечателен тем, что является наиболее сбалансированным по гендерному принципу сериалом «Звёздного пути» с первой главной героиней женского пола и сильными второстепенными персонажами женского пола, что даёт «Вояджер» наивысший рейтинг теста Бехдель.
В статье о «Вояджере» Иэн Грей написал: «Это была редкая фантастика с тяжёлым оборудованием, построенная не вокруг сильного мужчины, и, что более дерзко, она, похоже, не беспокоилась о том, как фанаты восприняли бы это. На „Вояджере“ женский авторитет предполагался и не подвергался сомнению; женщины демонстрировали сексуальную силу без стыда и гнева, без чувства вины. Даже в большей степени, чем в „Баффи“, дебютировавшая только двумя годами позже. Это было самое феминистское шоу в истории американского телевидения».

### Воссоединение
В разгар пандемии коронавирусной инфекции COVID-19 в мае 2020 года актёры «Вояджера» воссоединились для проведения виртуального мероприятия. Воссоединение побило рекорд по сбору средств в рамках одного эпизода передачи «Звезды в доме» (сериал, транслируемый ежедневно в прямом эфире в поддержку The Actors Fund), собрав пожертвования на общую сумму 19 225 долларов США на усилия Фонда актёров по оказанию помощи профессионалам в сфере развлечений, нуждающимся во время пандемии COVID-19.